# Тунелът Хайгейт: Продоволствен влак
"Тунелът Хайгейт: Продоволствен влак" (на английски: Highgate Tunnel: Goods Train) е британски късометражен документален ням филм, създаден от продуцентите Бърт Ейкрис и Робърт Уилям Пол през 1895 година.